# Mattias Redbo
Mattias Redbo, född 2 oktober 1976, är en svensk skådespelare.
Redbo växte upp i Stockholm och utbildades 2000–2001 vid Stockholms Elementära Teaterskola, innan han antogs till Teaterhögskolan i Malmö, varifrån han utexaminerades 2006.

## Filmografi
- 2007 – Se upp för dårarna
- 2014 – Faust 2.0
- 2020 – Helt perfekt (TV-serie)

## Teater

### Roller (ej komplett)
| År   | Roll             | Produktion                                        | Regi            | Teater                |
| ---- | ---------------- | ------------------------------------------------- | --------------- | --------------------- |
| 2004 |                  | Personangrepp Martin Crimp                        | Sara Stenström  | Göteborgs stadsteater |
| 2017 | Jakob Gustav III | Bläck eller Blod Erik Norberg och Alexander Öberg | Alexander Öberg | Riksteatern           |